# مهاجم مقبره: فرشته تاریکی
مهاجم مقبره: فرشتهٔ تاریکی (به انگلیسی: Tomb Raider: The Angel of Darkness) یک بازی ویدئویی در سبک اکشن-ماجراجویی است که توسط کور دیزاین توسعه یافته و به‌وسیلهٔ شرکت ایدوس اینتراکتیو منتشر شده است. این بازی در تاریخ ۲۰ ژوئن ۲۰۰۳ برای مایکروسافت ویندوز و پلی‌استیشن ۲ عرضه شده و طراح آن ریچارد مورتون است. فرشتهٔ تاریکی ششمین قسمت از مجموعه بازی‌های مهاجم مقبره محسوب می‌شود و به عنوان دنباله‌ای بر نسخه‌های مهاجم مقبره: تاریخچه و مهاجم مقبره: آخرین الهام به‌شمار می‌رود.
داستان بازی حول محور لارا کرافت و تلاشش برای رهایی از احساس گناه قتل مربی سابقش ورنر وون است و در کنار این مسئله به تحقیق و بررسی دربارهٔ فعالیت یک فرقه مرتبط با جادوی سیاه می‌پردازد.